# Sunniva mamillata
Sunniva mamillata är en kräftdjursart som beskrevs av Barnard 1936B. Sunniva mamillata ingår i släktet Sunniva och familjen Scleropactidae. Inga underarter finns listade i Catalogue of Life.